# Duguetia riberensis
Duguetia riberensis är en kirimojaväxtart som beskrevs av Leandro Aristeguieta, Paulus Johannes Maria Maas och Boon. Duguetia riberensis ingår i släktet Duguetia och familjen kirimojaväxter. Inga underarter finns listade i Catalogue of Life.